# Landskabsarkitekt
Landskabsarkitektur er en bachelor- og kandidatuddannelse ved Københavns Universitet. Uddannelsen er placeret på Det Natur- og Biovidenskabelige Fakultet; i daglige tale kaldet SCIENCE.
Uddannelsen i landskabsarkitektur retter sig både mod alt “mellem husene” – torve, pladser, parker osv. – og mod byplanlægning og byudvikling. Det er en akademisk uddannelse, hvor man arbejder såvel helhedsorienteret og visionært som analytisk og vidensbaseret. Gennem studiet arbejdes der kreativt og projektorienteret med at skabe velfungerende og bæredygtige rammer for mennesker og natur. 
Som færdiguddannet landskabsarkitekt arbejder man bl.a. med planlægning og design af byer og byrum, parker og landskaber. 

## Uddannelsens opbygning
På uddannelsens første år følger man en grundpakke, hvor man bl.a. udarbejder planer for konkrete byområder sideløbende med en række kurser i naturgrundlag og botanik. 
I løbet af det andet år har man en række valgfrie kurser, som f.eks. "Beplantningsdesign", "Geodesign", "Naturforvaltning" og "Bysociologi" - eller man kan tage halvt års udveksling. 
Det er også muligt at kombinere med kurser på andre af universitetets uddannelser, f.eks. Antropologi, Geografi, Kunsthistorie, Skovbrug eller Økonomi.
På tredje år følger man enten et specialiseringskursus i landskabsdesign eller i bydesign, som begge afsluttes med en praktikperiode hos en privat tegnestue, en offentlig forvaltning eller et konsulentfirma. Som afslutning på praktikperioden udarbejdes et bachelorprojekt, der er en opgave, som bliver stillet af den virksomhed, man er i praktik hos.
Efter bacheloreksamen kan man fortsætte på en toårig kandidatuddannelse i landskabsarkitektur. Den består af valgfrie kurser, et obligatorisk temakursus og et speciale. 
De valgfrie kurser kan man bruge til at udbygge kompetencer inden for et eller flere af fagets emner, som man interesserer sig særligt for. Temakurset løber over et halvt år. Man vælger selv, om temakurset skal være i byudvikling, parkforvaltning eller landskabsplanlægning.